# Бонке, Эмиль
Эмиль Бонке (нем. Emil Bohnke; 11 октября 1888, Здуньская-Воля, царство Польское — 11 мая 1928, в автокатастрофе близ Пазевалька, Польша) — немецкий альтист, дирижёр и композитор. Отец пианиста Роберта Александра Бонке.
Сын текстильного фабриканта. Учился в Лейпцигской консерватории у Штефана Креля, Ханса Зитта и Фридриха Гернсхайма. В 1919—1921 гг. был первым альтистом в известном квартете Адольфа Буша. Позднее работал в Берлинском симфоническом оркестре, в том числе в качестве репетитора. Как композитор принадлежал к кругу Хайнца Тиссена, начав с позднеромантических произведений в духе Макса Регера, а затем постепенно эволюционируя в сторону более экспрессионистической манеры. Наследие Бонке невелико и состоит из камерной и оркестровой музыки, среди которой наиболее значительным сочинением является законченная незадолго перед гибелью симфония (Op. 16). В эпоху нацизма произведения Бонке были запрещены из-за того, что его жена, скрипачка Лили Мендельсон (1897—1928), была еврейкой.